# Breteuil-sur-Iton
Breteuil-sur-Iton è un comune francese di nuova costituzione, istituito il 1º gennaio 2016 con la fusione dei comuni di Breteuil, Cintray e La Guéroulde. La denominazione identifica il passaggio nel territorio comunale del fiume Iton.

## Geografia
Il comune si trova nel sud del dipartimento dell'Eure, in Normandia. Appartiene alla comunità di comuni del cantone di Breteuil-sur-Iton, di cui è il capoluogo.
Il comune è situato a circa 100 km a ovest di Parigi, a circa 80 km a sud di Rouen e a circa 80 km a nordovest di Chartres.
Il territorio comunale è principalmente composto da ampie pianure e da massicci boscosi.